# Дзукки, Карло Младший
Карло Дзукки Младший (итал. Carlo Zucchi il Giovane; 1728—1795) — итальянский живописец-декоратор. Представитель большой семьи художников венецианской школы.

## Биография
Карло Дзукки Младший был сыном Андреа Дзукки (1679—1740), художника-гравёра из Венеции, одного из учителей Джованни Баттиста Пиранези (в иных источниках называется братом Андреа Дзукки ?).
Братьями Карло Младшего называют также Карло Дзукки Старшего (1682—1767) и Франческо Дзукки (1692—1764). Карло Младший работал театральным декоратором в Дрездене в стиле венецианского барокко. Известно также, что в 1758—1762 годах он расписывал плафон в Зимнем дворце в Санкт-Петербурге. С 1762 года заменял Франческо Фонтебассо на работах по росписям интерьеров дворца Бирона в Митаве.